# Anton Bernhardsgrütter
Anton Bernhardsgrütter (* 12. April 1925 in Hohentannen; † 24. Dezember 2015 in Kreuzlingen; heimatberechtigt in Gossau) war ein Schweizer Maler, Zeichner, Lithograf und Autor.

## Leben und Werk
Anton Bernhardsgrütter war der zweitälteste Sohn von Kleinbauern. Er wuchs mit seinen sechs Geschwistern auf dem abgelegenen Bauernhof «Neugrütt» bei Bischofszell auf. Seine Mutter war Friderike, geborene Meli, und stammte aus Vilters-Wangs. Nach seiner Schulzeit in Hohentannen und Bischofszell wollte seine Mutter ihn nach Appenzell zu den Kapuzinern oder in eine Missionsschule schicken.
Bernhardsgrütter entschied sich aber für den Lehrerberuf, auch weil er sich dadurch mehr Zeit für das Malen und Zeichnen erhoffte. Er besuchte von 1941 bis 1945 das Lehrerseminar Kreuzlingen und wurde als Seminarist auch für die «Anbauschlacht» eingesetzt. Sein damaliger Seminardirektor Willi Schohaus erkannte Bernhardsgrütters künstlerisches Talent und wurde sein Förderer. Als Jacques Bächtold 1942 das Theaterstück Kabale und Liebe aufführen liess, wurde Bernhardsgrütter als Statist eingesetzt.
Nach Ende der Ausbildung und der Rekrutenschule fand Bernhardsgrütter zunächst keine Anstellung. Erst 1949 wurde er als Lehrer der Gesamtschule von Halden TG angestellt. 1951 wechselte er nach Kreuzlingen. In den Schulferien reiste er ins europäische Ausland. 1952 heiratete er die ihm schon seit der Schulzeit bekannte, aus Ungarn stammende Eva Halász. Mit ihr hatte er einen Sohn und eine Tochter.
Bernhardsgrütters Werke wurden das erste Mal 1961 an der internationalen Ausstellung «Laienmaler» im Gewerbemuseum Basel gezeigt. 1966 erhielt er bei einem eidgenössischen Stipendienwettbewerb einen «Aufmunterungspreis». Es folgten Ausstellungen in London und Bratislava.
1973 entschloss sich Bernhardsgrütter, seine Anstellung als Lehrer aufzugeben und fortan als freischaffender Künstler zu arbeiten. Er trennte sich von seiner Familie und verdiente seinen Lebensunterhalt u. a. mit religiös gefärbter Hinterglasmalerei.
In den 1970er Jahren begann er mit der Niederschrift der «Panoptischen Bilderbücher», die er mit «lpc» (le pauvre cochon, «das arme Schwein») signierte, was sich jedoch laut eigenen Angaben nicht auf sich bezog. Im Laufe der Jahre entstanden um die vierzig solcher «Panoptischen Bilderbücher».
Ab 1974 lebte Bernhardsgrütter an verschiedenen Orten des Kantons Thurgau, bis er 1979 zu seiner Familie in sein Elternhaus «Neugrütt» zog. 1983 brannte das Haus bis auf den Grund ab, und ein Teil seiner Werke wurden dabei zerstört. Darunter waren auch einige seiner seit 1973 fortlaufend angelegten Tagebücher, die er «mindestens so bedeutsam» einstufte wie sein bildnerisches Werk.
Weitere Ausstellungen folgten im Thurgau – in Bischofszell, Frauenfeld – und im Kunsthaus Zürich. Bernhardsgrütter war Mitglied in der «Thurgauer Künstlergruppe». 1989 erhielt er den Kulturpreis des Kantons Thurgau. 1995 folgten eine Einzelausstellung im «Bernhaus Frauenfeld» und ein vom Kunstverein Frauenfeld herausgegebener Werkkatalog. Anlässlich seines 90. Geburtstags 2015 stellte das Kreuzlinger «Museum Rosenegg» dreissig seiner Werke aus.
Zuletzt lebte Bernhardsgrütter im Alterszentrum Kreuzlingen, wo er knapp 91-jährig verstarb.
Bernhardsgrütters Werk lässt sich nicht einfach einordnen: Zuerst wurde er als Naiver Maler volkstümlicher Szenen und Naturstücke bekannt. Daneben stehen Skizzen verdichteter Sehnsuchtsträume, Selbstreflexionen und Erinnerungen. «Stilistisch gehören expressive Gestaltverformung, karikierende und satirische Distanznahme, Collage und Zitat ins Repertoire des reifen Bernhardsgrütter, das er sowohl sprachlich als auch bildlich auslotete. Thematisch verleiht Bernhardsgrütter in seinen Panoptischen Bilderbüchern, dem eigentlichen Zentrum seines Schaffens, seiner Assoziationsketten aus Erinnerungen, Zeitzeugnissen und gesellschaftskritischen Kommentaren Ausdruck» (Dorothea Kaufmann).
Werke von Anton Bernhardsgrütter befinden sich u. a. in der Sammlung des Museums im Lagerhaus und im Kunstmuseum Thurgau.

## Ausstellungen (Auswahl)
- 2024: «Fürchterlich schön Welt. Zwei 100-Jährige aus dem Thurgau: Anton Bernhardsgrütter, Johannes Diem.» Museum Rosenegg, Kreuzlingen, 29. März bis 23. November.[5]

## Publikationen
- Seminar-Notizen aus der Kriegszeit. In: Thurgauer Jahrbuch. 59. Jg., 1984, S. 63–70 (doi:10.5169/seals-700399#65).